# Slöja

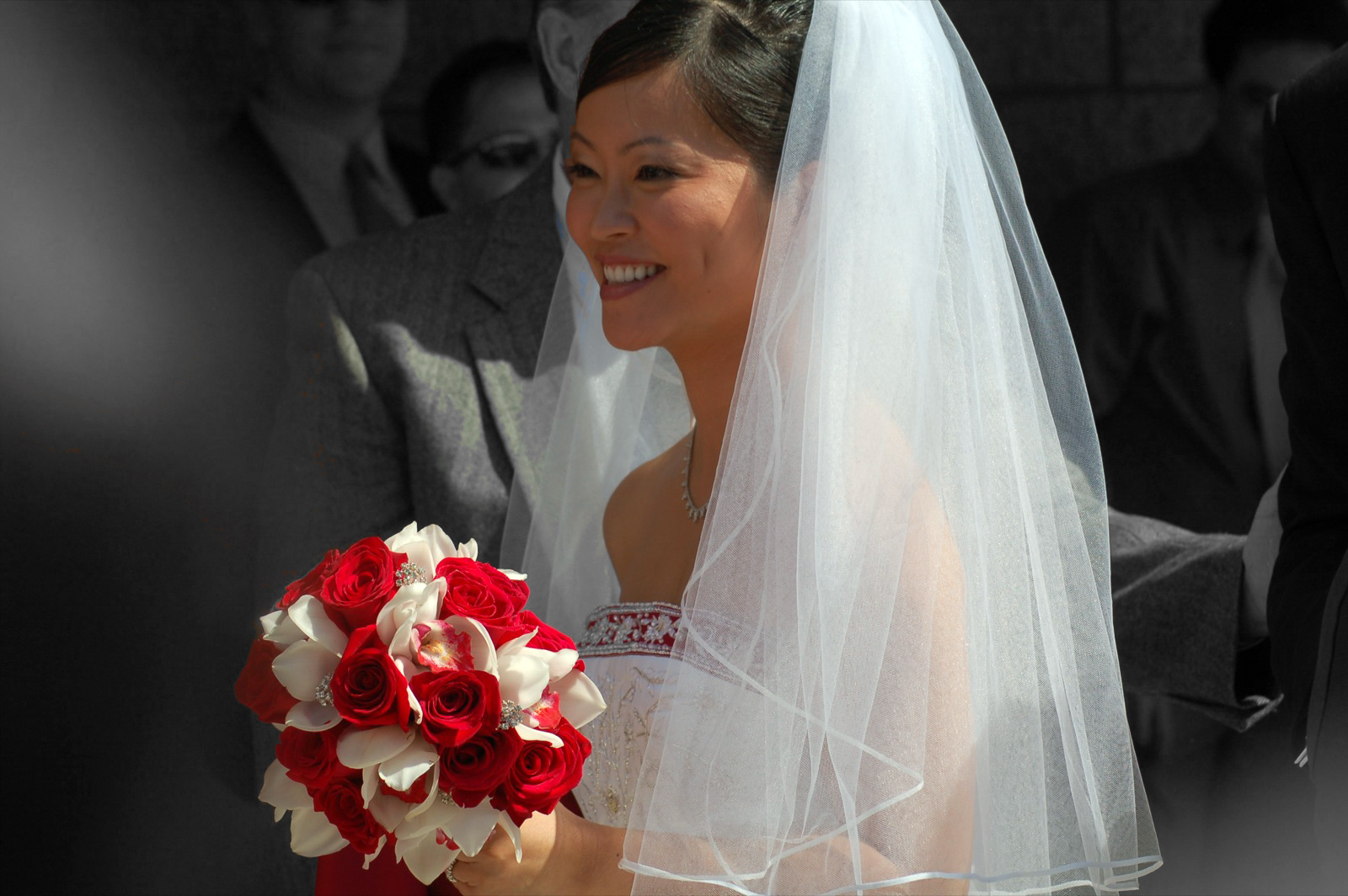
Brudslöja upplyft för att visa ansiktet.

Slöja är ett kvinnoplagg av tunt och lätt material som bärs framför ansiktet eller över håret med ursprungligt syfte att dölja ansikte respektive hår.  I västerländsk kultur bärs en ofta genomskinlig slöja av bruden vid bröllop. Det flor som finns på vissa damhattar har sitt ursprung i slöjan. I samband med sorg bär kvinnor traditionellt sorgflor.
Katolska nunnors huvudduk benämns dok. Muslimska kvinnors hijab och andra täckande kvinnoplagg i den muslimska kulturen kallas oftast slöja eller ibland sjal.

## Etymologi
Ordet slöja används även i utvidgad betydelse om tunna och lätta företeelser, exempelvis rökslöja, dimslöja. Inom bokbinderi betecknar det ett mycket tunt textilt material. Ursprungsordet förekommer i svenska språket innan 1520 och skrevs då slöiere. Det kommer från lågtyskans sloi(g)er som har samma betydelse  och är eventuellt besläktat med nederländskans sloje (släp). 

## Historik
I bland annat traditionell judisk, kristen och islamisk kultur döljer kvinnor håret för att inte riskera att fresta främmande män till orena tankar eftersom håret har ansetts vara erotiskt laddat. Traditionen har rötter i assyrisk, mykensk, antik grekisk och romersk kultur och har stöd i Bibeln och Koranen. 
Att bära slöja är ett bruk som föreskrevs av assyrisk lag så tidigt som på 1200-talet f.Kr. Fria kvinnor skulle då bära slöja utomhus, medan slavinnor och prostituerade inte fick beslöja sig. I antikens Grekland skulle gifta kvinnor bära slöja, medan detta var förbjudet för ogifta kvinnor, prästinnor, prostituerade och slavinnor. Då var också slöjan/huvudduken främst en klassmarkering som angav att en kvinna tillhörde en enda man, medan den obeslöjade kvinnan ansågs vara tillgänglig för alla män. Bilder från 100-talet av kvinnor som bär slöja finns i staden Palmyra i nuvarande Syrien. 
Paulus uppmanar i Nya Testamentet kvinnor att inte uppträda barhuvade då de utövar sin tro. Jungfru Maria, Jesu moder, har alltsedan kyrkans första århundrade avbildats med en sjal över huvud och axlar. Bruket att bära slöja spred sig på 1200-talet även till religiösa kvinnor i delar av övriga Asien, först medel- och överklasskvinnor i städer, senare även på landsbygden.

## I svensk traditionell kultur
När den kristna kulturen nådde Sverige under medeltiden blev bärande av huvudduk, 'dok', vanligt bland profana kvinnor i de övre samhällsklasserna. Från tidigmodern tid till senare halvan av 1800-talet dolde kvinnor, särskilt gifta kvinnor, håret med huvudduk utomhus. Med sekulariseringen följde att kvinnor började visa allt mer av håret, men huvudbonad (sjal eller hatt) ansågs fortfarande vara en dygd för kvinnliga gudstjänstbesökare långt in på 1900-talet, särskilt inom viss kristen väckelsefromhet i Sverige. Det förekommer än idag att fromma læstadianska kvinnor, unga såväl som äldre, täcker sitt hår med sjal vid besök i bönehus.
Traditionellt täckte brudslöjan ansiktet före vigseln. När prästen förklarat paret man och hustru lyfte bruden på slöjan så att brudgummen kom åt att kyssa henne. [källa behövs]
Traditionellt används flor av kvinnor i samband med sorg. Floret hängde framför ansiktet tills begravningen var över. Därefter lyftes det bakåt över sorghatten, som bars ytterligare ½-2 år, beroende på hur 
nära släktskapet var.

## I muslimsk kultur
Ordet "slöja" eller hijab används för olika typer av huvuddukar som bärs av muslimska kvinnor utomhus i det offentliga rummet. Koranen föreskriver att troende kvinnor skall fästa ett tygstycke (en khimār, som är en huvudduk som de arabiska kvinnorna före och efter islams inträde i historien hade för vana att fästa över håret) så att den täcker barmen, och svepa in sig i ytterplagg utanför hemmet där främmande män och kvinnor vistas tillsammans. Syftet är att undvika risken att kvinnan blir ofredad och att hon skall visa att hon är en anständig kvinna.
Olika typer av slöjor för kvinnor tillämpas i olika muslimska traditioner, och plaggen kan ibland kombineras:
- hijab, sjal som täcker håret, halsen och axlarna, men också beteckning på islamsk täckande klädsel i allmänhet
- chador, tyg som täcker hela kroppen utom ansikte, händer och fötter
- burkini, baddräkt som täcker kroppen utom ansikte, händer och fötter, och möjliggör simning
- abaya, ytterplagg som täcker hela kroppen utom ansikte, händer och fötter
- jilbab, rock med huva
- niqab, ogenomskinlig slöja som täcker ansiktet utom ögonen
- burka eller chadri, plagg som täcker hela kroppen inklusive ansiktet och ögonen